# Miroslav Mika
Miroslav Mika (* 22. dubna 1967) je bývalý český fotbalista, obránce.

## Fotbalová kariéra
V české lize hrál za FC Viktoria Plzeň. V české lize nastoupil ve 154 utkáních a dal 7 gólů.

## Ligová bilance
| Ročník                          | Zápasy | Góly | Klub              |
| ------------------------------- | ------ | ---- | ----------------- |
| 1. česká fotbalová liga 1993/94 | 27     | 0    | FC Viktoria Plzeň |
| 1. česká fotbalová liga 1994/95 | 28     | 2    | FC Viktoria Plzeň |
| 1. česká fotbalová liga 1995/96 | 27     | 2    | FC Viktoria Plzeň |
| 1. česká fotbalová liga 1996/97 | 26     | 0    | FC Viktoria Plzeň |
| 1. Gambrinus liga 1997/98       | 23     | 2    | FC Viktoria Plzeň |
| 1. Gambrinus liga 1998/99       | 23     | 1    | FC Viktoria Plzeň |
| CELKEM                          | 154    | 7    |                   |